# Narlı, Pazarcık
Narlı là một thị trấn thuộc huyện Pazarcık, tỉnh Kahramanmaraş, Thổ Nhĩ Kỳ. Dân số thời điểm năm 2010 là 7.563 người.